# Vers libéré
Mit vers libéré (französisch „befreiter Vers“) bezeichnet man die Lockerung metrischer Regeln in der französischen Lyrik des 19. Jahrhunderts.
Der vers libéré ist abzugrenzen von dem auch als vers libre classique bezeichneten vers mêlés, einer im 17. und 18. Jahrhundert in Frankreich beliebten Form metrisch relativ freier, reimgebundener Lyrik und gegenüber dem vers libre, der gegen Ende des 19. Jahrhunderts mit der metrischen Tradition (insbesondere des Alexandriners) völlig brach.
Die Lockerung der Regeln betraf im Einzelnen:
- beweglichere Silbenzählung durch wechselnde Bewertung des stummen e (e caduc)
- Lösung von den Hiatvorschriften
- Beweglichkeit bzw. Wegfall der Zäsur (trimètre)
- Bevorzugung bislang ungebräuchlicher bzw. neuer Versarten (vers impairs)
- Lösung von den traditionellen Vorschriften für den Reim
- Möglichkeit des Ersetzens des Reims durch Assonanz

Als Vertreter desvers libéré gelten Charles Baudelaire, Paul Verlaine, Arthur Rimbaud, Stéphane Mallarmé, Théodore de Banville und Jules Laforgue.
Rückblickend muss der vers libéré als Vorläufer des vers libre gelten, mit dem dann ab 1886 eine völlige Abkehr von der metrischen Tradition vollzogen wurde und die Regelhaftigkeit ganz aufgegeben wurde.